# Eparchia Mandya
Eparchia Mandya – eparchia Kościoła katolickiego obrządku syromalabarskiego w Indiach. Została utworzona w 2010 z terenu eparchii Mananthavady.

## Ordynariusze
- George Njaralakatt (2010-2014)
- Antony Kariyil, CMI (2015-2019)
- Sebastian Adayanthrath (od 2019)